# 硫磺沟镇
硫磺沟镇，是中华人民共和国新疆维吾尔自治区昌吉回族自治州昌吉市下辖的一个乡镇级行政单位。

## 行政区划
硫磺沟镇下辖以下地区：
水泥厂社区、煤矿社区、共青团社区和楼庄子村。